# August Van de Wiele
August Van de Wiele (Sint-Pauwels, 15 februari 1859 - Deurne, 24 juli 1933) geboren als August Blendeman en gewettigd bij huwelijk van zijn ouders, rondleurder Augustus Van de Wiele en Maria Theresia Blendeman, te Stekene op 31 december 1862. Was een burgemeester van Deurne.

## Levensloop
Van de Wiele was een koopman in hoornvee en gemeenteraadslid te Deurne van 1899 tot 1933. Hij was van 1919 tot 1921 waarnemend en van 1921 tot 1933 burgemeester van Deurne. Bij de verkiezingen van 1900 voor de Kamer van Volksvertegenwoordigers stelde hij zich verkiesbaar op de lijst van de Daensisten. De August Van de Wielelei te Deurne is naar hem genoemd, hij woonde er ook, in het huidige huis nr. 110. Wegens zijn kleine gestalte (1 meter 60) noemden zijn politieke tegenstanders hem De Goliath van 't Ruggeveld. Op 7 januari 1886 huwde hij te Deurne met Maria Justina Neefs, samen hadden ze 9 kinderen, geboren te Deurne tussen 1886 en 1903 , en waarvan de jongste, Fredegandus Jacobus Josephus, alias Jef Van de Wiele, onderwijzer was in het Koninklijk Atheneum van Deurne en stichter van de Deutsch-Vlämische Arbeitsgemeinschaft, beter bekend als de DeVlag.